# Piper cobarianum
Piper cobarianum är en pepparväxtart som beskrevs av Trel. & Yunck.. Piper cobarianum ingår i släktet Piper och familjen pepparväxter. Inga underarter finns listade i Catalogue of Life.